# Stéphane Reymond
Pour les articles homonymes, voir Reymond.
Stéphane Reymond, né à Lausanne en 1953, est un pianiste et enseignant vaudois.

## Biographie
Stéphane Reymond apprend les bases de son instrument au Conservatoire de Vevey, auprès d'Albert-Louis Burkhalter. Il suit également des cours d'orgue et de flûte, puis poursuit son apprentissage avec Denise Bidal au Conservatoire de Lausanne, avant de partir pour Londres et Bâle où il suit l'enseignement de Peter Feuchtwanger, respectivement Klaus Linder. Il obtient ainsi le diplôme du Royal College et de la Royal Academy of Music de Londres et le diplôme de soliste du Conservatoire de Bâle. Stéphane Reymond suit en outre des cours d'interprétation à Salzbourg auprès de Vlado Perlemuter, à Genève auprès de Nikita Magaloff et à Hanovre auprès de Halina Czerny-Stefańska.
Dès les années 1980, il partage sa carrière entre ses activités de concert et l'enseignement donné à l'Académie de musique de Bâle. Pianiste reconnu pour sa profonde musicalité, il reçoit en 1974 le Prix Ganz du Conservatoire de Lausanne, qui récompense le meilleur résultat obtenu aux examens de musique baroque, avant d'obtenir une mention au concours de l'Association suisse des musiciens et un prix au concours international de piano à Monza. Stéphane Reymond, à côté d'un répertoire classique et romantique, interprète également des musiciens contemporains suisses et étrangers, parmi lesquels Eric Gaudibert, Rudolf Kelterborn, Jean-Jacques Dünki, René Wohlhauser, Karlheinz Stockhausen et Maurice Ohana. Il mène une carrière de soliste qui le conduit à jouer en Suisse, en Europe et aux États-Unis. Il a été membre de différents ensembles de musique contemporaine comme l'ensemble Arcana de Bâle ou le Tetraclavier. Il a eu en outre l'occasion de jouer des parties orchestrales avec les orchestres de la Basler Orchester Gesellschaft (direction Paul Sacher), le Süddeutscher Rundfunk Orchester (direction Sergiu Celibidache) et les orchestres de la Tonhalle et de la Radio suisse italienne. Pour ces derniers, il réalise de nombreux enregistrements en soliste et en musique de chambre. Pour la Radio suisse romande, il enregistre notamment la Troisième sonate pour piano de Raffaele d'Alessandro en 1984, Tetrapteron pour piano, clavecin, célesta et clavicorde de Jean-Jacques Dünki, Toccata per Girolamo de Daniel Glaus en 1992, ainsi qu'une série de cinq émissions: Clara Schumann et alentour dans le cadre des Mémoires de la musique sur Espace 2 en 1997. Parmi ses compositions, sa pièce intitulée Kontraste, créée par deux de ses élèves lauréates du concours allemand Jugend musiziert 2008 à Sarrebruck, est diffusée par SR 2 Kultur Radio lors du concert final.
Stéphane Reymond vit actuellement à Bâle où il enseigne le piano et la pédagogie à l'Académie de musique de Bâle. Il y a aussi donné des cours de pédagogie du piano de 1991 à 1997. Il anime fréquemment des ateliers d’improvisation et d’introduction à la musique contemporaine lors de séminaires et aime proposer des concerts à thème, tels l'Hommage à Raffaele d'Alessandro au Centre culturel suisse de Paris en 2000, Nocturne à Bâle en 2008 et Du menuet au tango, danses à 4 mains avec Lorris Sevhonkian à Yverdon en 2011 et Villeneuve en 2012.

## Sources
- « Stéphane Reymond », sur la base de données des personnalités vaudoises sur la plateforme « Patrinum » de la Bibliothèque cantonale et universitaire de Lausanne.
- Wieck, Clara, Romance variée op. 3, Schumann, Clara, Pièces fugitives op. 15, et al. Stéphane Reymond, piano, Bâle, Cantando, 1992, cote BCUL: DCM 6866. Field, John, Nocturnes op. 9, Nr 1,2 und 3
- Nocturnes op. 15, Nr 1 und 2, Bâle, Cantando, 1996, cote BCUL: DCM 9849
- Clemann, Paul, Tetraclavier: Dünki, Glaus, Pepi, Zimmerlein, Stockhausen , Zurich, Jecklin, 1993, cote BCUL: DCM 7860.